# Tellervo angustata
Tellervo angustata är en fjärilsart som beskrevs av Moore 1883. Tellervo angustata ingår i släktet Tellervo och familjen praktfjärilar. Inga underarter finns listade i Catalogue of Life.